# 太田幸司
太田 幸司（おおた こうじ、1952年1月23日 - ）は、青森県三沢市出身の元プロ野球選手（投手）、野球解説者、スポーツキャスター、日本女子プロ野球機構スーパーバイザー。

## 経歴
アメリカ軍人男性と青森市の日本人女性との間に生まれたといわれる。3歳のとき三沢基地の軍属をしていた日本人男性と白系ロシア人女性の夫妻の養子となり、一人っ子として育つ。養母に関しては、ラジオ番組の中でスラヴ人ではなくフランス人の子孫だと明かしている。

### 高校時代
三沢高校在学中に、野球部のエースとして1968年夏、1969年春・夏と阪神甲子園球場で行われた選抜高等学校野球大会・全国高等学校野球選手権大会に3大会連続出場を果たした。
2年秋は東北大会準決勝で延長15回を完投勝利して決勝では八重樫幸雄が4番を打つ仙台商に完投して優勝。明治維新百年記念明治神宮野球大会ではベスト4。特に1969年夏は、東北勢としては戦後初の決勝進出を果たした。その決勝戦、松山商業戦に2日間の熱投が行われた。1日目は、三沢は満塁サヨナラの好機を2回も逃すなどもあり、延長18回（試合時間:4時間16分）を戦い抜いて0-0の引き分けとなった。太田はこの試合を1人で投げ抜いた（投球数:262球。松山商のエース・井上明（のち朝日新聞記者。高校野球担当）も一人で232球を投げ抜いている）。再試合となった2日目の試合も全イニングを投げたが、2-4で敗戦。決勝戦計27イニング、準々決勝からの連続45イニングを1人で投げ抜いた熱投も実らず、準優勝に終わった（第51回全国高等学校野球選手権大会決勝の項も参照）。8月末からは全日本高校選抜の一員としてブラジル・ペルー・アメリカ遠征に参加する。
混血ゆえ、薄茶色の髪に色白で端正な顔立ちの美少年で、選抜大会出場後から女性ファンが周囲に姿を見せるようになった。さらにこの決勝戦の熱投も加わり、「コーちゃん」という愛称で女子高生などに絶大な人気を呼んだ。それ以前には特定の高校野球選手に社会現象に近いような形で女性ファンが集まったことはなく、「甲子園球児のアイドル」の元祖と呼べる存在である。

### プロ時代
同年のドラフトにて近鉄バファローズから1位指名される。11月21日から入団交渉を行い、12月8日、合意に達し三沢市の「第一ホテル」にて入団を正式に表明。22日、球団は大阪市上六の近鉄本社八階大会議室にて午後2時から太田の入団を正式に発表。会見にはオーナーの佐伯勇と監督の三原脩が立会い、報道陣も新聞、雑誌、テレビ、ラジオなど約200名、女学生を中心としたファンも朝から近鉄本社前に集結し、本社もあらかじめ混乱を予測し玄関先にガードマンを配置するなど、大規模なものとなった。
人気はプロ入り後も全く衰えることはなかった。開幕一軍メンバーに抜擢されたがこの決定に「二軍でみっちり体を作ってから一軍にあがるつもりだったのに…」と当惑。以降もこの状況が続き悩んでいたという。開幕間もない4月19日、藤井寺球場での対ロッテオリオンズ戦で、1-1の8回に公式戦初登板。この登板は試合中の7回にコーチから伝えられたが、これは監督の三原脩が「前日に伝えて眠れなくなったりでもしたら困る」と考えてのことだった。8回は三者凡退に抑え、その裏味方が1点を勝ち越したものの、9回に乱れて再び同点に。ところが、9回裏に自らの代打に立った木村重視がサヨナラ本塁打を放ち、ラッキーな初勝利を手にした。
プロ入り初年の1970年から1972年までは、ファン投票1位を獲得してオールスターゲームへの出場を果たす。特筆すべきは初年の1970年のオールスターゲームでの3試合連続リリーフ登板である。一軍でほとんど実績がない（前半戦を終えて上記の1勝のみ）にもかかわらず、球場やテレビで観戦する太田のファンに配慮して出さざるを得ず、全パ監督の西本幸雄（当時阪急ブレーブス）は「いかに被害を少なくするか」苦心したという。1試合目こそワンアウトしか取れずに連打を浴びて降板したものの、2試合目は1イニングを三者凡退で抑え、3試合目はワンポイントリリーフとして阪神タイガースの田淵幸一を抑えた。この3試合を期にプロとしての実力も徐々につき始める。
3年目の1972年のオールスター第3戦で、読売ジャイアンツの長嶋茂雄・王貞治を打ち取ったことが「プロ野球人生のターニングポイントだった」と後に語っている。1973年には6勝を挙げる。この年のオールスターゲームでは入団以来のファン投票1位が途切れたが、全パ監督の西本幸雄が監督推薦で選出。太田は「やっと、一人前のプロ野球選手になれた」と喜んだ。1974年からは西本が近鉄の監督に就任。主力・若手を区別なく鍛える西本に、人気先行に悩んでいた太田はほっとしたという。そのシーズンに念願の二桁勝利（10勝）を挙げる。1975年には自己最多となる12勝を挙げた。1977年にも10勝を挙げ、防御率は10位で初の投手十傑入りを果たした。1979年には7勝を挙げ、防御率は5位で球団初のリーグ優勝に貢献（ただし日本シリーズでの登板はなかった）。翌1980年のリーグ優勝には数字の上で貢献はできなかったが、日本シリーズでの登板を経験した。
その後は十分な成績を挙げられず、1983年3月25日に石渡茂と共に読売ジャイアンツへ金銭トレードで移籍。背番号は｢33｣。さらに同年11月10日に阪神タイガースへ鈴木弘規との交換トレードで移籍したが、両球団での一軍登板はなく、1984年10月17日に阪神を退団し、そのまま現役を引退した。

### 現役引退後
1985年から、毎日放送の野球解説者やスポーツキャスターとして活躍。
特にMBSラジオでは、解説業のかたわら、1985年4月から2009年3月まで平日夕方のプロ野球速報・スポーツ情報番組でキャスターを担当。担当期間中は、高校野球関係の特集記事・番組を除いて、近畿広域圏以外での露出度は低かった。
また、無類のゴルフ好きとしても有名。アマチュアトーナメントなどへの出場で、前述の生放送番組を休むことが時折あった。2005年には、日本アマチュア選手権（7月5日から鳥取県・大山ゴルフクラブで開催）に出場したが、1打差の43位で決勝に進めなかった。後に、ゴルフから足を洗っている。
2009年8月17日には、新たに発足した日本女子プロ野球機構のスーパーバイザーに就任。MBSラジオでの活動をほぼ解説業に絞る一方で、2010年に開幕した女子プロ野球の運営・広報活動に携わっている。2009年12月21日に開催された同機構の第1回ドラフト会議や、女子プロ野球の公式戦では、自ら進行役を担当。毎日放送以外の放送局でも、女子プロ野球の公式戦を中継する場合に、「スーパーバイザー」の立場で解説役を務める。また、女子プロ野球機構傘下チームの監督が公式戦に臨めない場合に、代理監督としてチームの指揮を執ることもある。
2017年6月28日には、青森県出身の野球関係者を代表して、はるか夢球場（弘前市運動公園野球場）で催された東北楽天ゴールデンイーグルス対オリックス・バファローズ戦（同県内で29年振りのNPB一軍公式戦）の始球式に登場。楽天の一軍監督としてこの試合に臨んだ近鉄時代のチームメイト（捕手）・梨田昌孝を相手に、チェンジアップによるノーバウンド投球を披露してから、TBC（東北放送）制作・青森テレビとの相互ネットによる試合中継で特別に解説を務めた。ちなみに2人は、近鉄の現役選手だった1974年にも、5月11日に青森県営球場での対日本ハムファイターズ戦ダブルヘッダー第1試合でバッテリーを組んでいる。
2018年夏の第100回全国高等学校野球選手権記念大会でも、100年の歴史を彩った元高校球児を代表して、三沢高3年時の選手権大会決勝で相対した松山商OBの井上明と共に、8月21日の決勝戦直前でレジェンド始球式を務めていた。

## 「甲子園のアイドル」
上記のとおり「甲子園のアイドル」として、近鉄入団後数年間は女性を中心に高い人気を誇った。それに関する以下のような話がある。
- 近鉄が本拠地として使っていた日本生命球場では、太田の入団を機に女性用トイレを増設した。
- 球場に向かう電車内では、チームメートが太田をガードした。
- チームメートが選手寮を訪ねてきたファンに「太田はパチンコに行った」と言ったところ、寮の近くのパチンコ屋が瞬く間に追っかけの女性ファンで一杯になった[10] 。
- 試合から寮に戻ると、自室に見知らぬ女性が入り込んでいた。

その人気の高さから、太田を主人公にした実録漫画『ケッパレ!太田投手』が週刊少年ジャンプで連載されている 。

## 人物像
北国の青森県出身であった太田は兵庫の夏の暑さにやられ、夏バテとともに水虫を発症したことが太田の活躍を妨げた一因という話がある。反面、寒さには強いのか、冬でも半袖で過ごす。出演番組でも、そのことがよく話題になる。
若手時代までコメントに東北なまりが残っていたが、その後関西で長く生活してきたこともあって、現在では関西弁にすっかりなじんでいる。MBSラジオで放送される番組やCMでも、関西弁を交えたトークやセリフが多い。特に近年では、同局の生放送番組へ出演するたびに、「芸人よりよく喋る」「時報を挟まないと話が終わらない」と共演者に言われるほど多弁な一面を披露している。

## 家族
現役時代の後年には、羽曳野市に自宅を建てたうえで、両親を三沢から呼び寄せて同居。そのため、一人っ子でありながら、両親を扶養する関係で長らく独身を通していた。
1992年のプロ野球開幕前には、「もし阪神が今年優勝したら結婚する」と宣言。しかも、阪神が同年に最後までヤクルトと激しい優勝争いを演じたため、結婚の話が現実味を帯びた。しかし、阪神が結局2位に終わったため、宣言の実行は幻に終わった。
44歳の時に、自身の後援会会長の娘と結婚。その後は、3人の実子を授かるとともに、兵庫県宝塚市で暮らしている。
長男は、リトルシニアの地元チーム・宝塚シニアを経て、福知山成美高等学校の硬式野球部で投手として活躍。2013年の第95回全国高等学校野球選手権大会では、主将として同部を京都大会での優勝に導くとともに、父に続いて全国大会でのベンチ登録を果たした。全国大会では選手として出場できずに初戦で敗退したが、2014年1月10日には、京都府内の高校球児からただ1人日本学生野球協会の「平成25年度表彰選手」に選出。びわこ成蹊スポーツ大学への進学後もプレーを続けていた。
次男も、宝塚シニアを経て、2018年の夏まで三田松聖高等学校の硬式野球部で投手としてプレー。太田は、解説者などの活動と並行しながら、宝塚シニアの技術アドバイザーを務めている。
長女は宝塚歌劇団月組所属の妃純凛である。

## 詳細情報

### 年度別投手成績
| 年 度      | 球 団      | 登 板 | 先 発 | 完 投 | 完 封 | 無 四 球 | 勝 利 | 敗 戦 | セ 丨 ブ | ホ 丨 ル ド | 勝 率 | 打 者 | 投 球 回 | 被 安 打 | 被 本 塁 打 | 与 四 球 | 敬 遠 | 与 死 球 | 奪 三 振 | 暴 投 | ボ 丨 ク | 失 点 | 自 責 点 | 防 御 率 | W H I P |
| ---------- | ---------- | ----- | ----- | ----- | ----- | -------- | ----- | ----- | -------- | ----------- | ----- | ----- | -------- | -------- | ----------- | -------- | ----- | -------- | -------- | ----- | -------- | ----- | -------- | -------- | ------- |
| 1970       | 近鉄       | 25    | 7     | 0     | 0     | 0        | 1     | 4     | --       | --          | .200  | 236   | 56.1     | 62       | 5           | 18       | 0     | 2        | 37       | 0     | 0        | 26    | 24       | 3.86     | 1.42    |
| 1971       | 近鉄       | 14    | 3     | 0     | 0     | 0        | 0     | 1     | --       | --          | .000  | 115   | 25.0     | 26       | 7           | 16       | 0     | 3        | 13       | 7     | 0        | 20    | 19       | 6.84     | 1.68    |
| 1972       | 近鉄       | 16    | 8     | 1     | 0     | 0        | 2     | 1     | --       | --          | .667  | 258   | 59.2     | 67       | 6           | 20       | 0     | 4        | 36       | 2     | 0        | 34    | 26       | 3.90     | 1.46    |
| 1973       | 近鉄       | 40    | 28    | 4     | 1     | 0        | 6     | 14    | --       | --          | .300  | 803   | 192.0    | 161      | 21          | 74       | 5     | 9        | 113      | 3     | 1        | 86    | 69       | 3.23     | 1.22    |
| 1974       | 近鉄       | 43    | 26    | 2     | 0     | 0        | 10    | 14    | 2        | --          | .417  | 714   | 163.1    | 156      | 21          | 76       | 2     | 8        | 77       | 3     | 0        | 95    | 84       | 4.64     | 1.42    |
| 1975       | 近鉄       | 35    | 24    | 12    | 1     | 1        | 12    | 12    | 1        | --          | .500  | 769   | 188.2    | 169      | 17          | 45       | 1     | 9        | 91       | 6     | 0        | 85    | 78       | 3.71     | 1.13    |
| 1976       | 近鉄       | 29    | 23    | 2     | 1     | 0        | 9     | 7     | 0        | --          | .563  | 609   | 144.0    | 125      | 13          | 76       | 1     | 1        | 54       | 6     | 1        | 70    | 63       | 3.94     | 1.40    |
| 1977       | 近鉄       | 36    | 29    | 14    | 2     | 2        | 10    | 14    | 1        | --          | .417  | 878   | 218.2    | 208      | 23          | 39       | 0     | 6        | 72       | 4     | 0        | 86    | 78       | 3.21     | 1.13    |
| 1978       | 近鉄       | 21    | 15    | 2     | 1     | 0        | 1     | 9     | 0        | --          | .100  | 308   | 69.2     | 90       | 9           | 21       | 0     | 3        | 26       | 1     | 2        | 46    | 42       | 5.40     | 1.59    |
| 1979       | 近鉄       | 31    | 20    | 4     | 1     | 0        | 7     | 4     | 0        | --          | .636  | 572   | 136.0    | 135      | 15          | 41       | 0     | 6        | 47       | 4     | 1        | 55    | 50       | 3.31     | 1.29    |
| 1980       | 近鉄       | 14    | 3     | 0     | 0     | 0        | 0     | 4     | 0        | --          | .000  | 189   | 38.0     | 64       | 9           | 14       | 0     | 1        | 17       | 3     | 0        | 47    | 45       | 10.66    | 2.05    |
| 1981       | 近鉄       | 1     | 1     | 0     | 0     | 0        | 0     | 1     | 0        | --          | .000  | 12    | 2.0      | 3        | 1           | 2        | 0     | 0        | 2        | 0     | 0        | 4     | 2        | 9.00     | 2.50    |
| 1982       | 近鉄       | 13    | 1     | 0     | 0     | 0        | 0     | 0     | 0        | --          | ----  | 168   | 38.0     | 39       | 1           | 17       | 1     | 1        | 19       | 0     | 0        | 23    | 19       | 4.50     | 1.47    |
| 通算：13年 | 通算：13年 | 318   | 188   | 41    | 7     | 3        | 58    | 85    | 4        | --          | .406  | 5631  | 1331.1   | 1305     | 148         | 459      | 10    | 53       | 604      | 39    | 5        | 677   | 599      | 4.05     | 1.32    |

### 記録
初記録
- 初登板・初勝利：1970年4月14日、対ロッテオリオンズ1回戦（藤井寺球場）、8回表に3番手で救援登板・完了、2回1失点
- 初奪三振：同上、8回表に池辺巌から
- 初先発：1970年5月23日、対東映フライヤーズ5回戦（後楽園球場）、4回2/3を1失点
- 初先発勝利・初完投勝利：1972年7月20日、対西鉄ライオンズ13回戦（平和台球場）、9回2失点
- 初完封勝利：1973年5月23日、対ロッテオリオンズ前期10回戦（宮城球場）
- 初セーブ：1974年5月31日、対ロッテオリオンズ前期8回戦（川崎球場）、7回裏に4番手で救援登板・完了、3回無失点

その他の記録
- オールスターゲーム出場：7回 （1970年 - 1975年、1977年） ※1970年 - 1972年、1974年、1975年はファン投票選出

### 背番号
- 18 （1970年 - 1982年）
- 33 （1983年）
- 24 （1984年）

## 関連情報

### CM出演
現在
以下のCMはいずれも、MBSラジオのみで放送。現役時代のイメージから一転して、コミカルな内容になることが多い。
- 阪本漢法製薬
- 再春館製薬所

過去
- 協和発酵バイオ 「オルニチン」 - 現役からの引退後に愛用している縁で、通信販売のインフォマーシャルに登場。近鉄バファローズ時代の写真も使われていた。

以下はいずれも、近鉄バファローズへの入団直後に出演。同球団の選手としては、異例の抜擢であった。
- 江崎グリコ「アーモンドグリコキャラメル」
- 松下電器

### レギュラー番組

#### テレビ
- SAMURAI BASEBALL（主に阪神タイガース戦中継の解説）

毎日放送以外の放送局でも、高校野球関連の特集番組を制作する場合に、インタビューなどで登場することが多い。

#### ラジオ

##### 現在
- MBSベースボールパーク（MBSラジオ、前身の『毎日放送ダイナミックナイター』→『MBSタイガースナイター』→『MBSタイガースライブ』時代から解説者として出演）
  - 2008年度までは、プロ野球シーズン中に前座コーナー（「プレイボール太田幸司です」など）のキャスターを担当。中継で解説を務める場合でも、中継先からコーナーを進行していた。2012年以降のプロ野球シーズンには、『MBSタイガースライブ番外編』（公式戦が最初から予定されていない日曜日にナイトゲームの中継枠で放送する特別番組）にも、亀山つとむと交互に登場している。
  - 『MBSタイガースライブ』時代の2013年9月15日には、ヤクルト対阪神戦（神宮）中継の解説者として、ウラディミール・バレンティン（ヤクルト外野手）がシーズン56号本塁打（1回裏・NPBのシーズン新記録）と57号本塁打（3回裏・2打席連続・アジアにおけるプロ野球のシーズン新記録）を放った瞬間に立ち会った。
  - 現役時代の大半をパ・リーグで過ごしたことから、オリックス・バファローズが関西圏の球場（京セラドーム大阪またはほっともっとフィールド神戸）で開催するホームゲームの中継（主にビジター地元局への裏送り制作分）でも解説を担当。2020年以降は、担当カードを事実上オリックス戦に限定している。

##### 過去
- JNNスポーツチャンネル（TBS制作の全国ネット番組）
  - 全国高等学校野球選手権大会の期間中に、毎日放送千里丘放送センター（当時）内のスタジオから、キャスターに準じる役割で放送当日（または前日）の試合結果を伝えた（放送上の肩書は「MBS解説者」）。
- 日本女子プロ野球中継（KBS京都ラジオ）
  - わかさスタジアム京都で開催される試合を中継する場合に、「日本女子野球機構スーパーバイザー」として解説を担当。
- わかさ生活プレゼンツ　角谷建耀知 夢、約束の聖地（スタジアム、KBS京都ラジオ）
  - 2017年7月27日・8月3日放送分にゲストとして出演

以下はいずれも、MBSラジオの番組

- 太田幸司のスポーツナウ（1985年度～2002年度）
- 太田幸司の熱血!!タイガーススタジアム（2003年度～2008年度）
  - ナイターオフ限定のスポーツ情報番組で、いずれもキャスターを担当。
- 子守康範 朝からてんコモリ!（MBSラジオ、2009年4月～2019年6月、金曜→月曜コメンテーター）
  - 亀山・藤本敦士→藪恵壹（いずれも出演時点ではMBS野球解説者）と交互にコメンテーターを担当。メインパーソナリティの子守康範から、（姓名と現在の体型にちなんで）「大たこ王子」と呼ばれることもあった。2019年7月の番組リニューアルを機に、亀山・藪と揃って降板。
- ノムラでノムラだ♪ EXトラ!（2009年度～2014年度）
  - プロ野球シーズン中には、平日のナイトゲーム中継で解説を担当する場合に、実況アナウンサーとともに「ノムラでwithタイガース」（同中継の前座コーナー）で中継先から中継の聴きどころを紹介していた。
  - 2009年度のナイターオフ期間中は、18時台「ノムラでノムラだ♪Go!Go!エキストラ」の水曜日に、解説者としてレギュラーで出演していた。
- MBSとらぐみタイガースライブ!（2010年度・2011年度のナイターオフ番組）
  - 2010年度にレギュラーで出演した土曜日の放送には、「レディースデー」として、女性ゲストが毎週登場。同番組で唯一、MBSの女性アナウンサー（松本麻衣子）が進行役を務めていた。2011年度は日曜日に出演。
- with…夜はラジオと決めてます（2012年度のナイターオフ番組）
  - 秋山豊寛がパーソナリティを務める水曜日に、スポーツコメンテーターとして、「夜ラジ Today's Sports Topix」（スポーツニュース）と「スポーツ深掘り　秋山豊寛のスポーツ天文台」（19時台のスポーツ系企画コーナー）へ隔週で出演。
- with Tigers MBSベースボールパーク　みんなでホームイン!日曜日（MBSラジオ、2015年度以降のナイターオフ番組）
  - 2015年度には毎週、2016年度には森本栄浩（MBSアナウンサー）とのコンビで月に1回出演。他曜日の放送に登場することもあった。

### 太田をテーマにした楽曲
第51回全国高等学校野球選手権大会決勝での連投をテーマにした楽曲が発表されている。
- 上原和夫「北国のエース」作詞：信原じゅん／作曲：松田篝／編曲：早川博二 1970年6月発売（1969年決勝戦のNHKにおける実況の音源も収録されている）

## 著書
- 『甲子園進化論～女子の力で変わる未来の甲子園～』幻冬舎、2017年